# Número vampiro

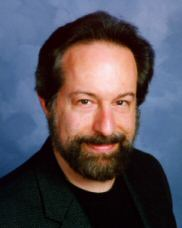
Ilustração de Clifford A. Pickover, autor do artigo em que o conceito de número vampiro apareceu pela primeira vez.

Em teoria dos números, número vampiro é um número natural v, com número par de dígitos n, ou seja, sua divisão por dois é um número natural, que ao serem separados ao meio, originando x e y. Esses números x e y são formados pelos algarismos do número e podem ser trocados de ordem. Em números vampiros verdadeiros, é possível realizar a multiplicação de x por y e obter novamente o número inicial. Apenas podem ser números vampiros, os que têm número de algarismos positivo e que não tenham uma metade formada apenas por zeros. Esses números são compostos, no mínimo, por quatro algarismos. Não existem números vampiros com apenas dois algarismos. Os números vampiros apareceram pela primeira vez num artigo de 1944 de Clifford A. Pickover à Usenet.
Por exemplo, o número 1260. Ele tem quatro algarismos, portanto, pode ser um número vampiro. E ele é de fato um porque 21 × 60 = 1260. Esse número é o menor número vampiro de quatro algarismos num total de sete.
Alguns números vampiros de quatro e seis algarismos são:
1. 1260
2. 1395
3. 1435
4. 1530
5. 1827
6. 2187
7. 6880
8. 102510
9. 104260
10. 105210
11. 105264
12. 105750
13. 108135
14. 110758
15. 115672
16. 116725
17. 117067
18. 118440
19. 120600
20. 123354
21. 124483
22. 125248
23. 125433
24. 125460
25. 125500
26. 126027
27. 126846
28. 129640

## Contagem de números vampiros
| n  | Números vampiros |
| -- | ---------------- |
| 4  | 7                |
| 6  | 148              |
| 8  | 3228             |
| 10 | 108454           |
| 12 | 4390670          |
| 14 | 208423682        |